# Mirosternus euceras
Mirosternus euceras är en skalbaggsart som beskrevs av Perkins 1910. Mirosternus euceras ingår i släktet Mirosternus och familjen trägnagare. Inga underarter finns listade i Catalogue of Life.